# Andrew Crosby
Andrew Crosby (5 novembre 1965) è un ex canottiere canadese.

## Palmarès

### Olimpiadi
- 1 medaglia:
  - 1 oro (Barcellona 1992 nell'otto)